# Казахстанская фондовая биржа

Здание АО «Казахстанская фондовая биржа»

Казахстанская фондовая биржа (Kazakhstan Stock Exchange — KASE) — фондовая биржа со штаб-квартирой в городе Алма-Ате, Казахстан. Занимает второе место среди бирж СНГ по капитализации рынка акций. Была основана в 1993 году. Биржа KASE, помимо Астанинской биржи, является одной из двух международных бирж в Казахстане. 

## История создания
15 ноября 1993 года в Казахстане была введена национальная валюта — тенге. На второй день после этого события — 17 ноября 1993 года — Национальный банк Республики Казахстан и 23 ведущих казахстанских коммерческих банка приняли решение создать валютную биржу. Существовавший до этого Центр проведения межбанковских валютных операций (Валютная биржа) являлся структурным подразделением Национального банка Республики Казахстан. Основной задачей, поставленной перед новой биржей, являлись организация и развитие национального валютного рынка в связи с введением тенге. Как юридическое лицо биржа была зарегистрирована 30 декабря 1993 года под наименованием «Казахская межбанковская валютная биржа» в организационно-правовой форме акционерного общества закрытого типа.
3 марта 1994 года биржа была перерегистрирована под наименованием «Казахстанская межбанковская валютная биржа», что объяснялось необходимостью приведения наименования биржи в соответствие с действовавшим законодательством.
12 июля 1995 года биржа была перерегистрирована под наименованием «Казахстанская межбанковская валютно-фондовая биржа» в связи с решением её акционеров начать развитие деятельности биржи на рынке ценных бумаг. 2 октября 1995 года биржа получила лицензию № 1 на осуществление биржевой деятельности на рынке ценных бумаг, однако действие этой лицензии ограничивалось правом организации торгов только государственными ценными бумагами.
12 апреля 1996 года биржа была перерегистрирована под наименованием «Казахстанская фондовая биржа», поскольку действующее законодательство содержало запрет на выполнение фондовой биржей функций товарной биржи. 13 ноября 1996 года биржа получила неограниченную лицензию Национальной комиссии Республики Казахстан по ценным бумагам на организацию торгов ценными бумагами.
Так как новый закон Республики Казахстан «О рынке ценных бумаг» от 5 марта 1997 года ограничивал деятельность фондовой биржи только ценными бумагами, общее собрание акционеров биржи в апреле 1997 года приняло решение о её реорганизации путём выделения в отдельное юридическое лицо закрытого акционерного общества «Алматинская биржа финансовых инструментов» (AFINEX), которое было зарегистрировано 30 июля 1997 года. С 1 сентября 1997 года на торговую площадку AFINEX были переведены торги иностранными валютами и срочными контрактами. Сама биржа прошла перерегистрацию 3 июля 1997 года под своим прежним наименованием.
Со вступлением в силу закона Республики Казахстан «О внесении изменений и дополнений в некоторые законодательные акты Республики Казахстан по вопросам акционерных обществ» от 10 июля 1998 года был устранён запрет на организацию фондовой биржей торгов иностранными валютами и другими, помимо ценных бумаг, финансовыми инструментами, что дало возможность присоединить AFINEX к бирже. Решение об этом было принято общим собранием акционеров 6 января 1999 года, а 16 марта 1999 года была произведена соответствующая государственная перерегистрация воссоединённой биржи.
15 декабря 2006 года KASE определена в качестве специальной торговой площадки регионального финансового центра города Алма-Аты.
23 августа 2007 года общее собрание акционеров KASE приняло решение о коммерциализации KASE. В рамках коммерциализации KASE осуществлён отказ от прежнего принципа голосования «один акционер — один голос» и переход на общепринятый для акционерных обществ принцип голосования, при котором на каждую акцию приходится один голос на общем собрании акционеров KASE.

## Основные этапы становления и развития KASE
| 1993 | Первые торги иностранной валютой |
| 1995 | Первые торги государственными ценными бумагами |
| 1996 | Первые торги производными инструментами (фьючерс на курс тенге к доллару США) |
| 1997 | Первые торги листинговыми акциями, государственными пакетами акций, нелистинговыми ценными бумагами |
| 1998 | Запуск на KASE системы прямых сделок Первые торги суверенными еврооблигациями Казахстана |
| 1999 | Первые торги листинговыми корпоративными и муниципальными облигациями Запуск рынка прямого репо |
| 2001 | Первые торги облигациями международных финансовых организаций Запуск рынка автоматического репо Запуск серии индикаторов корпоративных облигаций и индикатора рынка операций репо |
| 2002 | Первые торги векселями Запуск рынка автоматического репо с НЦБ |
| 2003 | Первые торги иностранными государственными ценными бумагами Запуск системы интернет-трейдинга |
| 2004 | Первые торги негосударственными ценными бумагами иностранных эмитентов |
| 2006 | Первые торги иностранными корпоративными облигациями IPO АО "Разведка Добыча «КазМунайГаз» с использованием расчётной системы KASE |
| 2007 | Создание на базе KASE специальной торговой площадки регионального финансового центра города Алматы Коммерциализация KASE Запуск индекса на рынке акций — Индекса KASE |
| 2008 | Утверждение Кодекса корпоративного управления KASE Запуск рынка операций валютного свопа Первые торги фьючерсами на аффинированное золото в слитках |
| 2009 | Объединение основной торговой площадки KASE и СТП РФЦА |
| 2010 | Запуск рынка деривативов с использованием новой системы риск-менеджмента Запуск нового индикатора рынка операций репо — TWINA |
| 2011 | Включение KASE в список участников Индексов Dow Jones FEAS Запуск системы торгов ценными бумагами по схеме (гросс) расчётов T+0 c полным предварительным обеспечением Проведение 17-й Генеральной ассамблеи Федерации евроазиатских фондовых бирж (FEAS) Подписание меморандумов о взаимном сотрудничестве с фондовыми биржами Кореи, Стамбула и Тегерана Создание новой многофункциональной системы интернет-трейдинга — «STrade» |
| 2012 | Получение KASE лицензий на осуществление клиринговой деятельности по сделкам с финансовыми инструментами и осуществление отдельных видов банковских операций (открытие и ведение банковских счетов юридических лиц) Создание в структуре KASE Клиринговой палаты IPO АО «КазТрансОйл» в рамках программы «Народное IPO» |
| 2013 | Запуск нового индекса акций — Kazakhstan Traded Index Local (KTX Local), рассчитываемый Венской фондовой биржей (WBAG) Получение статуса полного члена Всемирной федерации бирж (WFE) |
| 2014 | Первые торги китайским юанем Запуск индикаторов доходности операций валютного рынка SWAP-1D и SWAP-2D, индикатора рынка коротких денег MM Index IPO АО «KEGOC» в рамках программы «Народное IPO» |
| 2015 | KASE присоединилась к инициативе ООН «Устойчивые фондовые биржи» (Sustainable Stock Exchanges Initiative) Переход на схему расчётов Т+2 по сделкам с акциями Индекса KASE |
| 2016 | Обновление бренда KASE Первые размещения коммерческих облигаций на KASE |
| 2017 | Введение системы единого лимита для маржирования по заявкам и сделкам на фондовом рынке Трансформация структуры официального списка KASE в целях создания отдельной площадки для ценных бумаг компаний малого и среднего бизнеса |
| 2018 | Внедрение функции центрального контрагента (ЦК) на рынке иностранных валют Запуск торгов и расчётов по сделкам с еврооблигациями в долларах США Запуск площадок KASE Startup, KASE Private Market KASE и Московская биржа (MOEX) подписали Соглашение о стратегическом сотрудничестве |
| 2019 | Открытие торгов на рынке иностранных валют — китайским юанем за тенге с расчётами по схеме Т+2 в тенге (CNYKZT_SPT) Запуск торгов на торгово-клиринговую систему ASTS+ и внедрение услуг ЦК на фондовом рынке |
| 2020 | Ввод в эксплуатацию ТКС ASTS+ на валютном рынке Запуск электронного способа оплаты для клиентов «WEB-QUOTES» |
| 2021 | Запуск ТКС SPECTRA на рынке деривативов Запуск торгов с использованием омнибус счетов |
| 2024 | Прекращение взаимоотношений с Московской биржей. Выход Мосбиржи из состава акционеров KASE (владела 13,1 % акций) |

## KASE сегодня

### Статус
Биржа является коммерческой организацией, функционирующей в организационно-правовой форме акционерного общества. Органами биржи являются:
- высший орган — общее собрание акционеров биржи;
- орган управления — совет директоров биржи;
- исполнительный орган — правление.

### Руководство Биржи
- Алдамберген Алина Утемисовна[7] — председатель правления
- Хорошевская Наталья Юрьевна — заместитель председателя правления
- Саржаков Жайнар Нурзбаевич[8] — заместитель председателя правления
- Цалюк Андрей Юрьевич[9] — заместитель председателя правления
- Мажекенов Ермек Булатович[10] — заместитель председателя правления

Ранее руководили:Джолдасбеков, Азамат Мырзаданович (президент в 2002—2009 гг),

### Лицензии
KASE имеет следующие лицензии, выданные Комитетом по контролю и надзору финансового рынка и финансовых организаций Национального банка Республики Казахстан:
- на проведение банковских операций в национальной и иностранной валюте (30 января 2020 года № 4.3.8);
- на осуществление деятельности на рынке ценных бумаг (включая деятельность по организации торговли с ценными бумагами и иными финансовыми инструментами и клиринговую деятельность по сделкам с финансовыми инструментами на рынке ценных бумаг) (19 июля 2012 года за № 4.2.3/1).

Деятельность Биржи в основном регулируется следующими нормативными правовыми актами:
1. Гражданским кодексом Республики Казахстан;
2. Законом Республики Казахстан «Об акционерных обществах»;
3. Законом Республики Казахстан «О рынке ценных бумаг»;
4. Законом Республики Казахстан «Об инвестиционных фондах»;
5. Правилами осуществления деятельности организатора торгов с ценными бумагами и иными финансовыми инструментами, утверждёнными постановлением Правления Агентства Республики Казахстан по регулированию и надзору финансового рынка и финансовых организаций от 29 октября 2008 года № 170;
6. Требования к организационной структуре организатора торгов и составу листинговой комиссии фондовой биржи, утверждённые постановлением Правления Национального банка Республики Казахстан от 19 декабря 2015 года № 249
7. Постановление Правления Национального банка Республики Казахстан от 27 марта 2017 года № 54 «Об утверждении Требований к эмитентам и их ценным бумагам, допускаемым (допущенным) к обращению на фондовой бирже, а также к отдельным категориям списка фондовой биржи и внесении изменений в некоторые нормативные правовые акты Республики Казахстан по вопросам регулирования рынка ценных бумаг»
8. Правила признания сделок с ценными бумагами и иными финансовыми инструментами, заключённых на организованном и неорганизованном рынках ценных бумаг, как совершённых в целях манипулирования, формирования и работы экспертного комитета фондовой биржи, а также его количественного состава, утверждённые постановлением Правления национального банка Республики Казахстан от 28 января 2016 года № 13.

### Акционеры KASE
По состоянию на 28 января 2019 года у KASE было 52 акционера, в числе которых банки, брокерско-дилерские организации, компании по управлению активами, АО «Единый накопительный пенсионный фонд» и другие организации. Общее количество объявленных акций АО «Казахстанская фондовая биржа» составляет 5 000 000 штук, 974 373 акций размещено. Долей 49,1 % от общего количества размещённых акций владеет ГУ «Национальный банк Республики Казахстан», в соответствии с Постановлением Правительства Республики Казахстан «О некоторых вопросах акционерного общества „Региональный финансовый центр города Алматы“ от 19 января 2012 года № 134.
Уставом KASE предусмотрена „золотая акция“, владельцем которой является Национальный банк Республики Казахстан. Она даёт право наложения вето на решения органов KASE по вопросам валютного регулирования и регулирования рынка государственных ценных бумаг Республики Казахстан.

### Члены
На KASE три категории членства. В зависимости от вида финансовых инструментов, торговля которыми интересует организацию, она может стать членом следующих категорий KASE: „валютная“, „фондовая“ или „деривативы“. Возможно одновременное членство в двух или трёх из указанных категорий.
По состоянию на 1 октября 2018 года статус члена KASE имеют 53 профессиональных участников рынка.

### Участие в работе международных организаций
KASE является:
- членом Всемирной федерации бирж (WFE), объединяющей более 60 бирж мира, на которых сконцентрирован почти весь биржевой оборот мирового фондового рынка;
- членом Федерации евро-азиатских фондовых бирж (FEAS), объединяющей около 50 профессиональных организаций биржевой индустрии, функционирующих на развивающихся фондовых рынках Европы и Азии;
- членом Международной ассоциации бирж стран Содружества Независимых Государств, объединяющей около 20 организаций из 9 стран СНГ;
- членом Международной ассоциации распространителей и потребителей финансовой информации (SIIA / FISD), объединяющей более 200 членов, среди которых крупнейшие мировые биржи, банки, брокерские и инвестиционные компании, а также ведущие информационные агентства;
- членом Ассоциации финансистов Казахстана (АФК) — крупнейшего профессионального объединения на финансовом рынке Республики Казахстан, насчитывающего около 250 членов;
- участником Биржевого форума стран Организации исламского сотрудничества (ОИС), представляющим собой платформу для обсуждения деятельности по международному сотрудничеству среди представителей компаний и институтов ОИС и предлагает участникам возможность обмениваться опытом. Деятельность Форума направлена на создание основы для гармонизации правил и норм регулирования рыночных операций и на развитие новых направлений межбиржевого сотрудничества.

## Рынки KASE
KASE обслуживает рынки:
- ценных бумаг (включая акции, паи, корпоративные облигации, государственные ценные бумаги);
- иностранных валют;
- денег (включая операции репо и валютного свопа);
- деривативов.

### Рынок ценных бумаг

#### Государственные ценные бумаги
В данном секторе обращаются облигации, выпущенные Министерством финансов и Национальным банком Республики Казахстан, а также местными исполнительными органами власти. Все муниципальные облигации и облигации Министерства финансов размещаются в торговой системе KASE. Национальный банк размещает свои ноты самостоятельно.
В последние годы на KASE в обращении постоянно находится около 240 наименований государственных ценных бумаг общей стоимостью около 30,0 млрд долларов США.

#### Акции
Сегодня в данном секторе торгуются финансовые инструменты более 100 эмитентов. Общая капитализация рынка акций составляет около 50,7 млрд долларов США. Основную долю в отраслевой структуре рынка акций занимают компании энергетического и финансового секторов.

#### Корпоративные облигации
В списки KASE включены корпоративные облигации около 244 наименований, выпущенные 64 отечественными и иностранными компаниями в соответствии с казахстанским и иностранным законодательством. Общая стоимость долга, доступного к торговле на KASE, оценивается приблизительно в 22,8 млрд долларов США. В официальном списке преобладают облигации банков. Доли компаний других секторов незначительны.

### Рынок иностранных валют
Валютный рынок является одним из первых рынков, который был организован на KASE и который функционирует с момента её основания. Первые торги иностранной валютой, на тот момент долларом США, были проведены в 1993 году. Основными участниками валютного рынка KASE являются банки второго уровня Казахстана и Национальный банк Республики Казахстан.
В настоящее время на KASE проводятся торги долларом США, евро, китайския юанем и российским рублём за тенге, а также торги евро за доллары США. Традиционно на долю торгов долларом США за тенге приходится более 95 % оборота на рынке иностранных валют KASE.
Банками — корреспондентами KASE при расчётах на рынке иностранных валют выступают:
- Национальный банк Республики Казахстан (KZT);
- The Bank of New York Mellon (USD);
- Citibank N.A. (USD, EUR);
- JPMorgan Chase, N.A (USD / EUR);
- Евразийский банк развития (RUB);
- Bank of China (CNY);
- Торгово-промышленный Банк Китая в г. Алматы» (CNY).

Валютный рынок KASE является одним из важных элементов казахстанской экономики. Именно здесь формируется средневзвешенный курс доллара США к тенге, который на следующий день становится официальным курсом Национального банка Республики Казахстан.

### Рынок денег

#### Операции репо
На долю одного из крупнейших рынков KASE — рынка операций репо традиционно приходится почти половина всего объёма биржевых торгов. Он делится на два сектора: рынок «прямого» репо, где операции осуществляются методом прямых (договорных) сделок, и рынок «автоматического» репо. В последнем случае речь идёт об анонимных торгах методом непрерывного встречного аукциона, на которые выставляются деньги в казахстанских тенге, а в качестве цены выступает ставка репо. Сроки операций репо являются стандартными.
Предметом операций репо на KASE могут являться государственные и корпоративные ценные бумаги.
Система риск-менеджмента на рынке «автоматического» репо основана на ограничении срока операций репо тридцатью днями и привязке цены предмета репо к рыночной цене. В случае дефолта по сделке закрытия предмет репо остаётся у стороны операции, дававшей деньги. На рынке операций «прямого» репо, срок которых ограничен 90 днями, с 2010 года действует система регулярной рыночной переоценки обязательств и компенсационных платежей («mark-to-market»).
Все расчёты на рынке операций репо осуществляются через ЦД по схеме, аналогичной схеме расчётов по торгам ценными бумагами.
Операции валютного свопа
По парам USD/KZT, EUR/KZT, RUBKZT и CNY/KZT наряду с обычными сделками осуществляются операции валютного свопа со сроками один и два дня.

### Рынок деривативов
В 2010 году KASE осуществила перезапуск рынка деривативов с современной системой риск-менеджмента, отвечающей международным стандартам. В данном секторе открыты торги расчётными шестимесячными фьючерсами на курс доллара США к тенге и на значение Индекса KASE. Биржа выступает в роли центрального контрагента по каждой заключаемой сделке и обеспечивает безусловное исполнение сделок в пределах сумм гарантийных и резервного фондов. В целях минимизации расчётных рисков устанавливаются лимиты открытия позиции и изменения цены контрактов.

### Краткая характеристика расчётов
На рынке ценных бумаг расчёты осуществляются на условиях Т+0 и Т+2 через АО «Центральный депозитарий ценных бумаг».
Иностранные валюты на условиях TOD, TOM, SPOT:
- в тенге — через корреспондентские счета биржи в Национальном банке Республики Казахстан;
- в иностранных валютах — в иностранных банках-корреспондентах.

С 1 октября 2018 года KASE осуществляет функции центрального контрагента (ЦК) на рынке иностранных валют.
В качестве ЦК Биржа гарантирует исполнение обязательств по заключённым сделкам перед каждым добросовестным участником вне зависимости от исполнения обязательств недобросовестным участником в рамках его обеспечения и клиринговых гарантийного и резервного фондов Биржи, являющихся основными элементами системы управления рисками.
Объём выделенных гарантированных трансфертов из Нацфонда Казахстана в апреле 2020 г. составил 706 млрд тенге.

## Услуги Биржи

### Листинг на KASE
Листинговые требования KASE устанавливаются нормативным правовым актом уполномоченного органа.
Внутренними документами Биржи устанавливаются порядок и сроки рассмотрения заявления о включении ценных бумаг в официальный список, процедуры исключения ценных бумаг из официального списка, их перевода из одной категории списка в другую, требования по раскрытию информации, порядок уплаты листинговых сборов, а также иные листинговые требования и процедуры.

#### Требования по раскрытию информации
KASE устанавливает требования по раскрытию информации при листинге ценных бумаг и во время нахождения ценных бумаг в официальном списке Биржи. Данные требования предъявляются:
- к документам, подаваемым для прохождения листинга ценных бумаг, в том числе к содержанию инвестиционного меморандума, в котором отражается основная информация о деятельности эмитента и его ценных бумагах, а также анализ его финансового состояния;
- к финансовой отчётности эмитента и аудиторским отчётам по ней;
- к раскрытию любой другой существенной информации, касающейся текущей деятельности эмитента и его ценных бумаг.

Более подробно ознакомиться с данными требованиями можно в Листинговых правилах, опубликованных на интернет-сайте KASE.

#### Процедура листинга
Процедура листинга на KASE включает в себя проверку эмитента и его ценных бумаг на соответствие листинговым требованиям, установленным как уполномоченным органом, так и внутренними документами Биржи, которая осуществляется на основании представленных Бирже документов и информации.
Решение о включении ценных бумаг компании в официальный список Биржи принимается специальным органом — Листинговой комиссией.
После включения ценных бумаг эмитента в официальный список Биржи торги данными бумагами должны быть открыты в течение трёх месяцев, следующих за датой их включения.
Законодательством Республики Казахстан установлена система налоговых льгот для привлечения инвесторов на организованный рынок ценных бумаг. В частности, налогоплательщик имеет право на уменьшение налогооблагаемого дохода по следующим видам доходов:
- вознаграждению по долговым ценным бумагам, находящимся на дату начисления такого вознаграждения в официальном списке фондовой биржи, функционирующей на территории Республики Казахстан;
- доходам от прироста стоимости ценных бумаг, находящихся на день реализации в официальных списках фондовой биржи, которая функционирует на территории Республики Казахстан, при реализации этих бумаг методом открытых торгов на данной бирже;
- дивидендам и вознаграждениям по ценным бумагам, находящимся на дату начисления таких дивидендов и вознаграждений в официальном списке фондовой биржи, функционирующей на территории Республики Казахстан.

### Индексы и индикаторы рынков KASE
Рынки KASE характеризуются набором индикаторов, которые рассчитываются и публикуются Биржей в режиме реального времени и по итогам торгового дня. Все данные по индексам (в том числе, архивные) можно найти на интернет-сайте KASE.

#### Рынок акций
Индекс KASE - главный бенчмарк казахстанского рынка акций, значение которого определяется по данным самых ликвидных акций наиболее крупных и финансово устойчивых казахстанских компаний, которые включены в официальный список Биржи. Индекс KASE рассчитывается как отношение рыночных цен акций, входящих в представительский список индекса на дату его составления, к ценам акций этого списка на текущую дату, которое взвешено по капитализации с учётом акций, находящихся в свободном обращении. Индекс пересчитывается после заключения каждой сделки в режиме реального времени.

#### Рынок корпоративных облигаций
KASE_BMC — индекс «чистых» цен основной площадки;
KASE_BMY — индикатор доходности основной площадки;
KASE_BAC — индекс «чистых» цен альтернативной площадки;
KASE_BAY — индикатор доходности альтернативной площадки.
Индексы рынка корпоративных облигаций рассчитываются по итогам каждого торгового дня.

#### Капитализация рынка негосударственных ценных бумаг
Капитализация рынка акций — индикатор, отражающий суммарную рыночную стоимость компаний, акции которых включены в официальный список KASE.
Капитализация рынка корпоративных облигаций — это суммарная номинальная стоимость размещённых корпоративных облигаций, которые включены в официальный список KASE.
Расчёт капитализации рынков акций и корпоративных облигаций осуществляется Биржей в тенге и долларах США по итогам каждого торгового дня.

#### Индикаторы рынка операций репо и своп
TONIA (Tenge OverNight Index Average) — средневзвешенная процентная ставка по сделкам открытия репо сроком на один рабочий день на рынке автоматического репо с государственными ценными бумагами Республики Казахстан.
TWINA (Tenge Week Index Average) — средневзвешенная процентная ставка по сделкам открытия репо сроком на семь рабочих дней на рынке автоматического репо с государственными ценными бумагами Республики Казахстан.
Значение TONIA и TWINA пересчитывается после заключения каждой сделки.
MM_Index (Money Market Index) — средневзвешенное через объём сделок значение средневзвешенных процентных ставок (доходности) по операциям валютного свопа USD/KST и операциям автоматического репо с государственными ценными бумагами Республики Казахстан, открытыми на один рабочий день. Индикатор рассчитывается по всем сделкам открытия свопа, заключённым в торговой системе KASE в течение дня.
SWAP‑1D (USD) и SWAP‑2D (USD) — средневзвешенная через объём сделок доходность по всем сделкам открытия операции свопа USD/KST сроком на один рабочий день и два рабочих дня, заключённых в торговой системе KASE в течение дня.

#### Индикаторы межбанковского рынка депозитов
KazPrime — индикатор, отражающий процентные ставки размещения казахстанских тенге на межбанковских трёхмесячных депозитах среди банков наилучшего для Казахстана кредитного качества.
Помимо индикатора KazPrime межбанковский рынок депозитов характеризуется индикаторами KIBOR, KIBID, KIMEAN:
- KIBOR — среднее значение по ставкам размещения казахстанских тенге;
- KIBID — среднее значение по ставкам привлечения казахстанских тенге;
- KIMEAN — среднее значение между ставками размещения и привлечения.

Фиксинг этих индикаторов выполняется Биржей в 16:00 алма-атинского времени. В отличие от KazPrime, котировки, используемые для расчёта индикаторов, являются рекомендательными и не обязывают банки осуществлять по ним сделки.
30 ноября 2011 года ведущий мировой поставщик индексов Dow Jones Indexes и FEAS запустили первый индекс «голубых фишек», котирующихся на евроазиатских фондовых биржах, — равновзвешенный индекс Dow Jones FEAS Titans 50. Республику Казахстан в данном индексе представили простые акции АО «Народный сберегательный банк Казахстана», АО «Казкоммерцбанк» и АО "Разведка Добыча «КазМунайГаз», чей вес на начало августа 2011 года в корзине индекса составлял 2,07 %, 1,85 % и 1,91 % соответственно. Так как индекс является равновзвешенным, и вес каждой акции ограничивается двумя процентами, в общей сложности доля акций казахстанских компаний в индексе составила приблизительно 6 %. Данные акции входят в представительский список Индекса KASE, а также в представительский список индексов Dow Jones FEAS Benchmark и S&P Kazakhstan BMI.
В декабре 2011 года KASE присоединилась к соглашению между Standard & Poor’s Financial Services LLC («S&P») и биржами стран — членов Организации исламского сотрудничества. В рамках соглашения S&P намерена рассчитывать, лицензировать и распространять в режиме реального времени индекс из 50 ликвидных акций («Индекс S&P»), торгуемых на рынках бирж стран, входящих в состав Организации исламского сотрудничества.
В 2012 году Венская фондовая биржа (WBAG) запустила новый индекс акций Kazakhstan Traded Index Local в долларах США и в евро (KTX Local).

#### Информация KASE
KASE распространяет информацию, генерируемую как самой Биржей, так и предоставляемую её партнёрами (листинговыми компаниями, членами Биржи и т. д.). Условно биржевую информацию можно подразделить на:
- данные о биржевых торгах;
- информацию о биржевых индексах и индикаторах;
- документы эмитентов, чьи ценные бумаги допущены к обращению на KASE, а также другую существенную информацию о них;
- информацию о членстве и членах KASE;
- данные о финансовых инструментах, включённых в списки KASE;
- нормативную базу, касающуюся государственного регулирования биржевого рынка, а также внутренние документы KASE;
- новости фондового рынка и собственно KASE.

Основным способом распространения информации KASE является её размещение на интернет-сайте Биржи — www.kase.kz. В настоящее время данный ресурс функционирует на казахском, русском и английском языках. Сайт KASE является одним из крупнейших источников информации об организованном финансовом рынке Республики Казахстан и единственным ресурсом для раскрытия информации о деятельности всех листинговых компаний.
Сайт содержит архив новостей KASE за последние 15 лет, который находится в свободном доступе, а также предоставляет пользователям доступ к торговой информации KASE в режиме реального времени, с задержкой 15 минут и по итогам торгового дня.
Кроме того, Биржа осуществляет предоставление торговой информации в режиме реального времени:
- через терминалы торговой системы KASE;
- посредством передачи данных по FIX-протоколу вторичным распространителям информации, в том числе Thomson Reuters и Bloomberg;
- путём её адресной рассылки заинтересованным лицам в оговорённых с ними форматах, протоколах и по оговорённым каналам связи.

#### Торговая система KASE
В 1997 году была разработана и запущена в эксплуатацию собственная Торговая система KASE, не уступающая по своим свойствам системам подобного класса, созданным специализированными фирмами. С целью улучшения характеристик Торговой системы её доработка и обновление осуществляются постоянно (в среднем обновлённая версия выпускается 3-4 раза в год).
Торги проводятся ежедневно (за исключением выходных и праздничных дней).
Торговая система KASE позволяет осуществлять торги следующими методами:
- непрерывный встречный аукцион (основной метод торгов);
- заключение прямых (договорных) сделок;
- специализированные торги (аукционы);
- франкфуртский аукцион;
- фиксинг;
- подписка (при продажах акций).

Удалённый доступ в Торговую систему KASE осуществляется через выделенные каналы ведущих казахстанских провайдеров и через сеть Интернет.

#### Интернет-трейдинг на KASE
KASE предоставляет возможность интернет-трейдинга через следующие программные продукты:
- модуль обмена информацией с торговой системой, который позволяет программам интернет-трейдинга сторонних разработчиков подключаться к торговой системе KASE для получения информации в режиме реального времени и подачи заявок;
- транзакционный FIX-шлюз, разработанный на основе международного стандарта передачи биржевых данных FIX-протокола, аналогичный по своим свойствам модулю обмена.

#### Корпоративное управление на KASE
KASE непрерывно совершенствует и развивает систему корпоративного управления в целях защиты интересов акционеров, эмитентов, членов Биржи и инвесторов.
В настоящее время в состав органа управления Биржи — Совета директоров (Биржевого совета) входят 8 членов, из них 3 независимых директора. При данном органе функционируют 5 комитетов:
- по бюджету и стратегическому планированию;
- по кадрам, вознаграждениям и социальным вопросам;
- по аудиту;
- экспертный комитет;
- по финансовой отчётности и аудиту эмитентов.

В целях принятия коллегиальных решений и исключения конфликтов интересов на Бирже функционируют дополнительные рабочие комитеты и комиссии, в состав которых, кроме работников биржи, входят представители уполномоченного органа и участников рынка.
Согласно требованиям уполномоченного органа на KASE постоянно осуществляется комплаенс-контроль инсайдерских сделок, сделок по манипулированию. Выстроены системы управления рисками и внутреннего контроля в соответствии с международными стандартами.

## Дочерние организации KASE
- АО «Клиринговый центр KASE».